# Coralie Cahen
Pour les articles homonymes, voir Cahen.
Coralie Cahen (21 juin 1832 à Nancy - 9 mars 1899 à Paris 6e) est une philanthrope juive, fondatrice de la maison de refuge pour l'enfance israélite, qui durant la Guerre franco-allemande de 1870, apporte son aide sur le front.

## Éléments biographiques
Coralie Cahen est née Coralie Lévy en 1832 à Nancy. Elle est la fille de Pierre Lévy. Elle épouse à 18 ans Mayer Cahen, médecin-chef de la Compagnie des chemins de fer du Nord et médecin en chef de l' Hôpital Rothschild. Ils ont une fille Lucie Cahen.
Mayer Cahen est né le 20 janvier 1820 à Paris. Il est médecin comme son père Moïse Cahen (Moyse Cahen) né le 19 septembre 1785 à Metz. Ce dernier est le président du Consistoire israélite de Paris de 1832 à 1852 .